# Rezerwat przyrody Haff Réimech
Rezerwat przyrody Haff Réimech (fr. Réserve naturelle Haff Réimech, niem. Naturschutzgebiet Haff Réimech, luks. Naturschutzgebitt Haff Réimech) – obszar chroniony (rezerwat przyrody) o powierzchni ok. 100 ha utworzony w 1998 roku, znajdujący się w gminie Schengen, w kantonie Remich, w południowo-wschodnim Luksemburgu, tuż przy granicy z Niemcami.
Rezerwat obejmuje kompleks stawów i jezior położonych na terenie dawnej żwirowni na lewym brzegu rzeki Mozeli. W kwietniu 1998 roku stał się częścią obszaru wodno-błotnego o znaczeniu międzynarodowym konwencji ramsarskiej, od 2004 roku jest częścią jednego z obszarów sieci Natura 2000, zaś od 2009 wchodzi w skład ostoi ptaków IBA organizacji BirdLife International.

## Charakterystyka

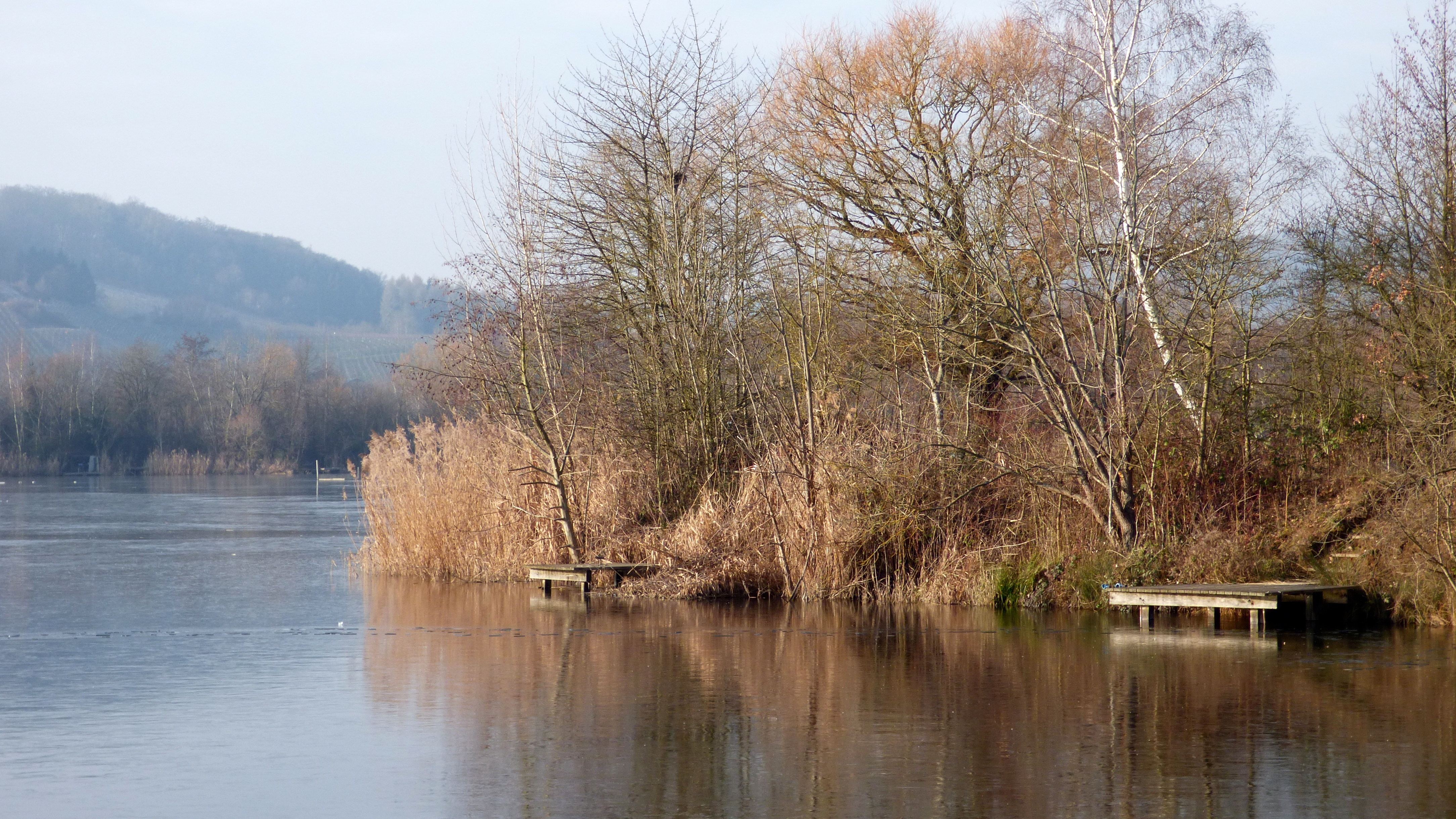
Rezerwat przyrody Haff Réimech zimą (2016)

Haff Réimech to największy obszar podmokły na terenie Luksemburga. Nie powstał on w sposób naturalny, lecz znajduje się na terenie działającej po II wojnie światowej żwirowni o powierzchni ok. 330 ha. Rezerwat przyrody o powierzchni 100,77 ha założono w tym miejscu na mocy rozporządzenia wielkiego księcia Luksemburga Jana z dnia 23 marca 1998 roku. Obszar chroniony znajduje się w pobliżu miejscowości Remerschen, między Schengen a Schwebsingen.
Haff Réimech obejmuje około 35–40 stawów i jezior o różnej powierzchni i głębokości wynoszącej od 2,5 do 5 metrów, które stanowią siedlisko dla wielu gatunków zwierząt i roślin. Pod względem struktury ekosystemów oraz składu gatunkowego teren rezerwatu odpowiada naturalnemu krajobrazowi zalewowemu doliny Mozeli. Występują tu szuwary (w tym szuwary trzcinowe) oraz fragmenty nadrzecznych lasów łęgowych, głównie łęgów wierzbowych (zajmujących łączną powierzchnię 32 ha). Chronionymi siedliskami wymienionymi w Załączniku I unijnej dyrektywy siedliskowej są brzegi lub osuszane dna zbiorników wodnych ze zbiorowiskami z Littorelletea, Isoëto-Nanojuncetea (3130), starorzecza i naturalne eutroficzne zbiorniki wodne ze zbiorowiskami z Nympheion, Potamion (3150), ziołorośla nadrzeczne (6430) oraz niżowe świeże łąki użytkowane ekstensywnie (6510).

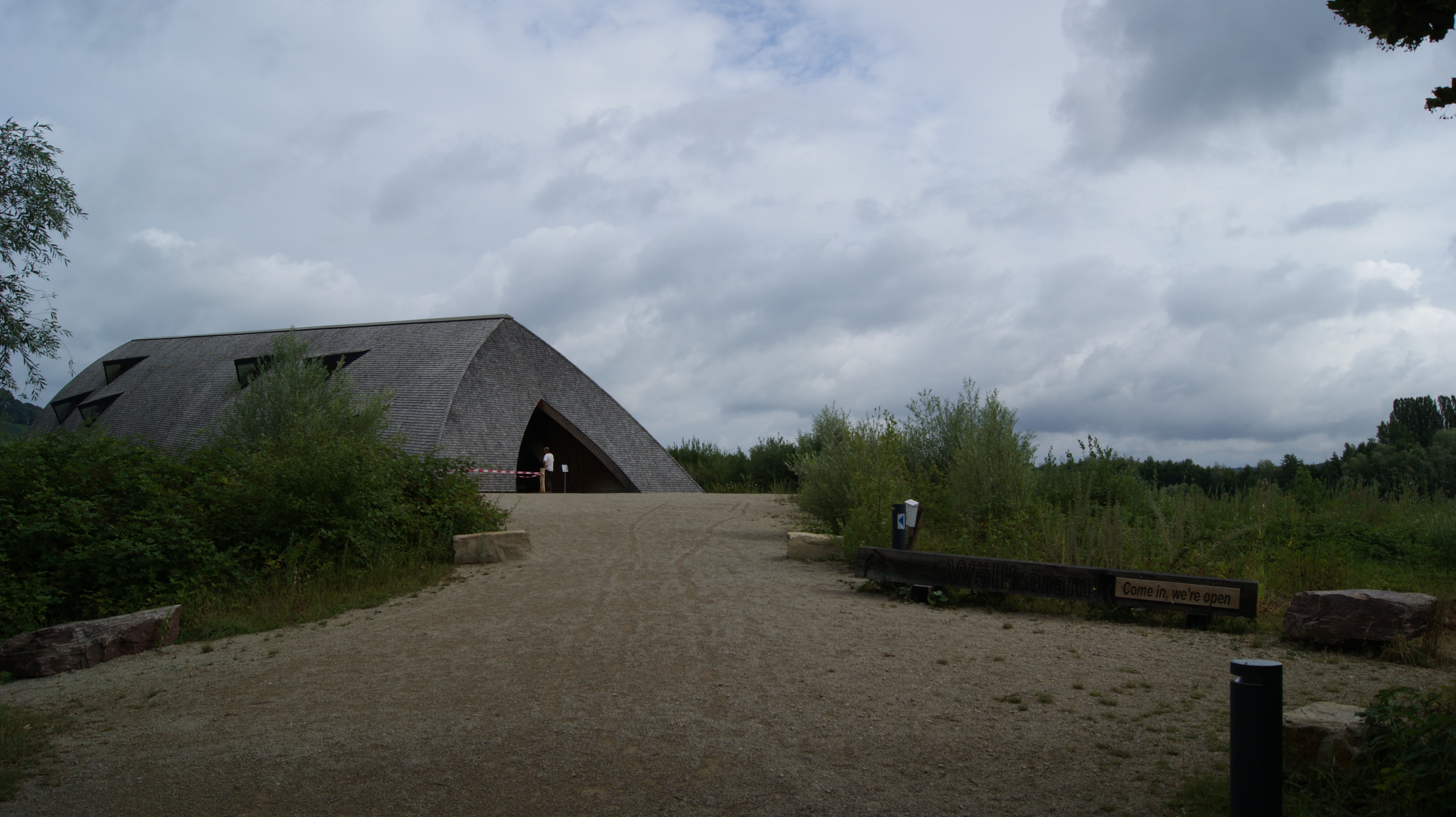
Budynek Biodiversum (2019)

Obszar chroniony, podobnie jak cały Luksemburg, znajduje się w strefie klimatu oceanicznego (Cfb w klasyfikacji Köppena). Średnia roczna suma opadów wynosi ok. 700 mm, zaś średnia roczna temperatura wynosi powyżej 9,5 °C. Przeważają wiatry zachodnie i południowo-zachodnie.
Teren rezerwatu przez cały rok udostępniany jest do zwiedzania indywidualnego lub z przewodnikiem. Turyści do dyspozycji mają dwie ścieżki dydaktyczne z punktami obserwacyjnymi. W czerwcu 2016 roku oddano do użytku centrum ochrony przyrody Biodiversum (niem. Naturschutzzentrum Biodiversum) mieszczące się w futurystycznym budynku wybudowanym na brzegu jednego ze stawów. W Biodiversum odwiedzający rezerwat mogą poznać faunę i florę oraz historyczny rozwój obszaru Haff Réimech i doliny Mozeli.

## Flora
Na stawach Haff Réimech występują zespoły roślinności stosunkowo rzadkie w skali kraju. W 1998 roku porastało je ponad 30 rzadkich gatunków roślin wymienionych w Czerwonej Księdze Luksemburga, m.in. koniczyna rozdęta (Trifolium fragiferum), jaskier krążkolistny (Ranunculus circinatus), pięciornik niski (Potentilla supina), rdestnica grzebieniasta (Stuckenia pectinata), przęstka pospolita (Hippuris vulgaris), babka wielonasienna (Plantago intermedia), poziomka wysoka (Fragaria moschata) i pszonak drobnokwiatowy (Erysimum cheiranthoides).

## Fauna
Na obszarze Haff Réimech występuje 40 z 62 luksemburskich gatunków ważek, w tym gatunki rzadkie: husarz mniejszy (Anax parthenope), przeniela dwuplama (Epitheca bimaculata) i zalotka spłaszczona (Leucorrhinia caudalis). Żyje tu również bliski zagrożenia gatunek motyla dziennego – czerwończyk nieparek (Lycaena dispar).
W wyniku kilku różnych badań liczbę gatunków ryb występujących w stawach oszacowano na ok. 15, jednak ze względu na wprowadzenie do ekosystemu ryb hodowlanych trudno określić dokładny skład gatunkowy lokalnej ichtiofauny i jej liczebność. W wodach zbiorników wodnych żyje topik (Argyroneta aquatica), natomiast płaskie brzegi stawów i jezior oraz trzcinowiska są miejscem, gdzie różne gatunki płazów składają swój skrzek.

### Awifauna

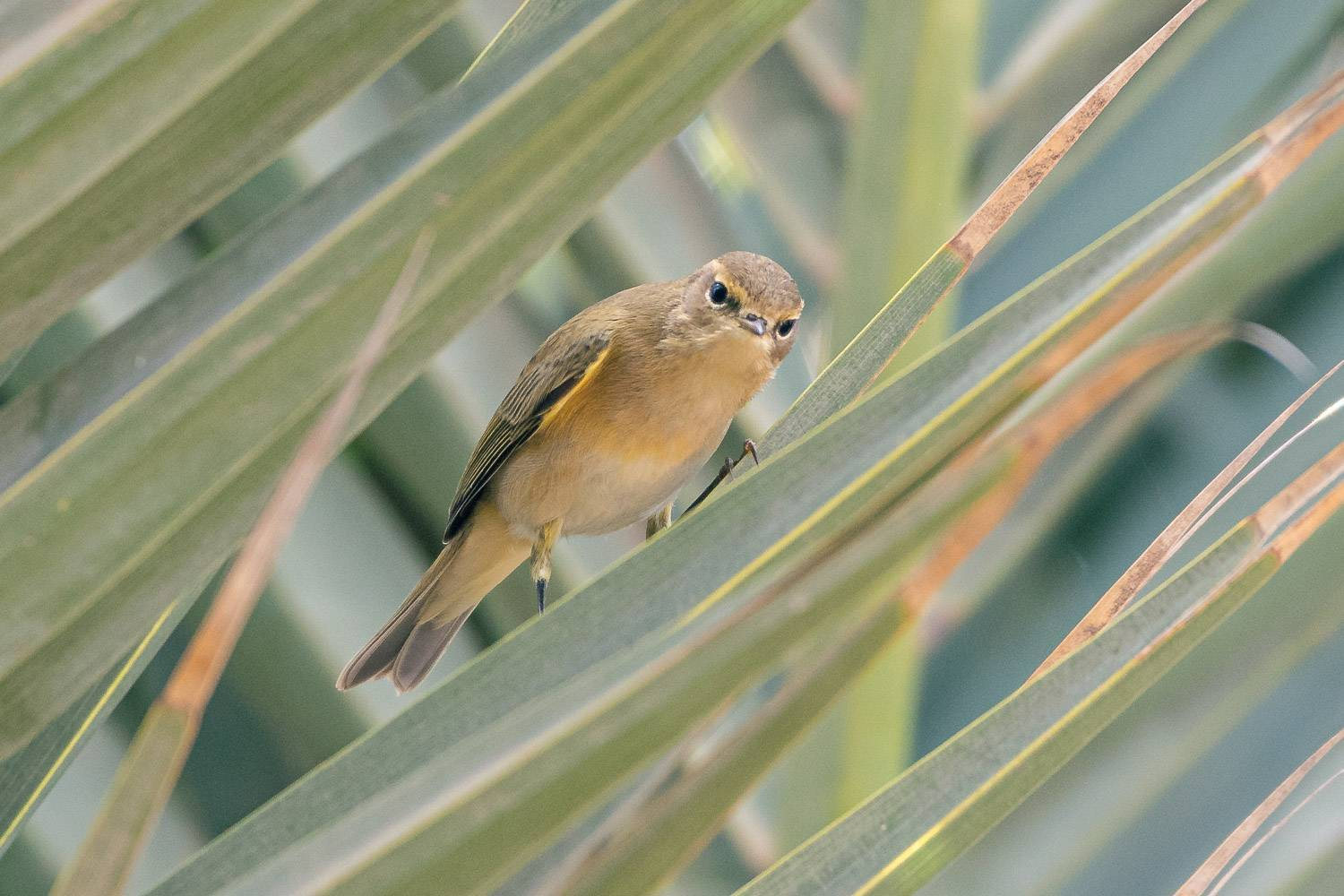
Pierwiosnek (Phylloscopus collybita) na terenie rezerwatu (2020)

Na terenie rezerwatu przyrody odnotowano występowanie 253 gatunków ptaków, w tym populacji lęgowych dzięcioła zielonosiwego (Picus canus) i zimorodka (Alcedo atthis) oraz rybitwy rzecznej (Sterna hirundo), kaczki czernicy (Aythya fuligula), trzciniaka (Acrocephalus arundinaceus), perkoza dwuczubego (Podiceps cristatus), wodnika (Rallus aquaticus) i remiza (Remiz pendulinus). Znajduje się tu również jedyny w Luksemburgu obszar lęgowy bączka (Ixobrychus minutus) oraz największa na terenie kraju kolonia lęgowa jaskółki brzegówki (Riparia riparia). Na żwirowiskach swoje gniazda wije sieweczka rzeczna (Charadrius dubius).
Haff Réimech stanowi miejsce odpoczynku, żerowania oraz lęgu dla 156 gatunków ptaków wędrownych, m.in. kropiatki (Porzana porzana), rybołowa (Pandion haliaetus) i gąsiorka (Lanius collurio), podróżniczka (Luscinia svecica) i czapli purpurowej (Ardea purpurea) oraz łęczaka (Tringa glareola) i bataliona (Calidris pugnax). Zimują tu m.in. sokół wędrowny (Falco peregrinus), bielaczek (Mergellus albellus) i bąk (Botaurus stellaris), a także głowienka (Aythya ferina), gągoł (Bucephala clangula) i łyska (Fulica atra).
Na obszarze rezerwatu notowano również inne gatunki, w tym chronione na mocy tzw. dyrektywy ptasiej. Należą do nich: rokitniczka (Acrocephalus schoenobaenus) i trzcinniczek (A. scirpaceus), cyranka (Anas querquedula), czapla siwa (Ardea cinerea), błotniak stawowy (Circus aeruginosus), dzięcioł średni (Dendrocoptes medius), potrzos (Emberiza schoeniclus), kobuz (Falco subbuteo), bekas kszyk (Gallinago gallinago), jaskółka dymówka (Hirundo rustica), krętogłów (Jynx torquilla), srokosz (Lanius excubitor), słowik rdzawy (Luscinia megarhynchos), bekasik (Lymnocryptes minimus), pliszka żółta (Motacilla flava), trzmielojad (Pernis apivorus), dzięcioł zielony (Picus viridis), turkawka (Streptopelia turtur), perkozek (Tachybaptus ruficollis) i krwawodziób (Tringa totanus).